# Кампагрина (Лука)
Кампагрина је насеље у Италији у округу Лука, региону Тоскана.
Према процени из 2011. у насељу је живело 121 становника. Насеље се налази на надморској висини од 807 м.